# Ковалевский, Николай Васильевич
Николай Васильевич Ковалевский  (1841, около Гадяча Полтавская губерния — 4 октября 1897, Киев) — украинский педагог, историк, писатель, общественный деятель.

## Биография
Обучался в Киевском университете и на Высших педагогических курсах в Санкт-Петербурге, после чего учительствовал. Был преподавателем во Владимирском Киевском кадетском корпусе, откуда по политическим мотивам был уволен и переехал в Одессу, где работал домашним учителем.
Близкий друг Михаила Драгоманова. В 1859—1860 преподавал в воскресных школах.
Член Громад Киева и Одессы, полулегальных либеральных культурно-просветительских организаций украинской интеллигенции, стоявших на позициях пробуждения национального духа народа.
В июне 1879 Н. Ковалевский был арестован и сослан в Сибирь (до 1882). Там познакомился с американским путешественником Дж. Кеннаном и предоставил ему много ценной информации для его книг книг о Сибири и сибирской ссылке (2 тома, 1891).
С 1882 Ковалевский участвовал в сборе денег для поддержки политической и публицистической деятельности М. Драгоманова в Женеве.
Н. Ковалевский — автор «Популярной истории Украины», опубликованные во Львове под псевдонимом И. Маркевич, на издание которой собрали деньги галицкие радикалы. Его мемуары были опубликованы в журнале «Літературно-науковий вісник» (1901). Умер в Киеве и похоронен на Байковом кладбище.

## Жена
Мария Павловна Ковалевская (1849—1889) — русская революционерка, народница.